# Iman Aldebe
Iman Aldebe, egentligen Iman Mahmoud Al Debe, född 24 oktober 1984 i Uppsala, är en svensk klädskapare, samt utbildad journalist och jurist. Aldebe har bland annat uppmärksammats för sina moderniserade varianter av hijab.

## Biografi

### Bakgrund och studier
Iman Aldebe är född i Sverige av jordanska föräldrar och växte upp i en muslimsk miljö. Hennes far är Mahmoud Aldebe, tidigare ordförande för Sveriges muslimska förbund.
Som 16-åring började Aldebe studera kläddesign i gymnasiet. I mindre skala började hon tillverka examens- och bröllopskläder med moderiktig utformning, till en början för den närmaste bekantskapskretsen.
Efter gymnasiet inledde Aldebe studier i både journalistik och juridik. Under ett sabbatsår i studierna sökte hon arbete och märkte att hennes slöja var ett hinder för att få anställning. Senare återvände hon och avslutade 2012 sin universitetsutbildning.
Aldebe förändrade även hur hon bar sin slöja, från att låta den rama in hela ansiktet på traditionellt muslimskt maner till att låta binda den om nacken likt en afrikansk huvudduk. Detta kom, enligt henne själv, att inverka positivt vid senare anställningsintervjuer.

### Medieuppmärksamhet, officiella uppdrag
2006 medverkade Aldebe, tillsammans med andra muslimska klädskapare, i TV4:s Nyhetsmorgon. Ämnet var olika slags slöjor. En följande tidningsartikel, där varuhusägare var tveksamma till att saluföra slöjor, stärkte Aldabes beslutsamhet att försöka ändra synen på den muslimska slöjan. Året efter fick hon uppdraget att utforma den hijab som kom att bli del av den svenska polisens officiella uniform.
Iman Aldebe har även utformat varianter av hijab för bruk inom militärt bruk, för räddningspersonal samt för anställda på apotek och sjukhus.
Aldebe har uppmärksammats både i Sverige och internationellt för sina versioner av hijab, som ofta bär drag av turban och är luxuöst utformade. 2015 syntes både hon och hennes kreationer i marknadsföringen av Hennes & Mauritz höstkollektion.
Aldebes slöjor har sålts i märkesbutiker i Sverige, Paris, New York och Dubai. Hon menar själv att de flesta av hennes kunder är svenskar.

### Övrigt
Iman Aldebe är även aktiv bloggare och skriver bland annat om erfarenheterna av att göra karriär som ung muslimsk kvinna i Sverige. Hon är sedan 1985 bosatt i Stockholm.

## Kritik
Iman Aldebes kreationer har både rönt positiv och negativ uppmärksamhet. De har bland annat fått kritk för att normalisera bärandet av muslimsk slöja och i förlängningen av förtrycket mot kvinnor. Aldebe har även flera gånger blivit utsatt för dödshot för sitt muslimska modeskapande.